# Dudyń
Dudyń (ukr. Дудин) – wieś na Ukrainie w rejonie złoczowskim należącym do obwodu lwowskiego.

## Położenie
Na podstawie Słownika geograficznego Królestwa Polskiego i innych krajów słowiańskich: Dudyń to wieś w powiecie brodzkim nad Ikwą, 8 km na wschód od Podkamienia.
Do 2020 w rejonie brodzkim. 